# Студија случаја
Студија случаја је метод потекао из психоанализе, а означава темељно и свестрано истраживање животне историје појединца ради што потпуније реконструкције његове животне историје. Циљ студије случаја је приближно приближавање идеалу – откривање потпуне истине о психо(пато)логији конкретног појединца, односно реконструисање његове „тоталне биографије”. Циљ студије случаја је да открије шта је у индивидуи поремећено и шта је у том и таквом поремећају индивидуално. То је у суштини широк експлоративни и методолошки оквир који повезује мноштво различитих социјалних, психолошких и других техника, ради дијагнозе поремећаја одређеног појединца и процене његове личности. Овај метод се користи у динамички оријентисаној клиничкој психологији, у развојној психологији, психијатрији, али и у социјалном раду када је у средишту истраживања појединац.